# 阳曲西站
阳曲西站位于中华人民共和国山西省太原市阳曲县黄寨镇北留村，是大西高速铁路上的高铁站，于2018年9月28日启用，由中国铁路太原局集团原平车务段管辖。

## 歷史
- 2018年9月28日启用。

## 車站周邊
- 阳曲一中
- 阳兴公园